# Ponana ampa
Ponana ampa är en insektsart som beskrevs av Delong 1977. Ponana ampa ingår i släktet Ponana och familjen dvärgstritar. Inga underarter finns listade i Catalogue of Life.